# Dismorphia melia
Dismorphia melia är en fjärilsart som först beskrevs av Jean Baptiste Godart 1824.  Dismorphia melia ingår i släktet Dismorphia och familjen vitfjärilar. Inga underarter finns listade i Catalogue of Life.